# Canção Patriótica
Canção Patriótica (em russo: Патриотическая Песня, transl. Patrioticheskaya Pesnya) foi o hino nacional da República Socialista Federativa Soviética da Rússia, bem como da Rússia, de 1990 a 2000, quando Vladimir Putin a substitui pelo Hino nacional da Rússia.
Originalmente, a canção era uma composição de piano sem letras, escrita por Mikhail Glinka e com o nome em francês, Motif de chant national.
Boris Iéltsin escolheu o som no início de 1990 e foi favorecido pela Igreja Ortodoxa Russa, ficando sem letras por muitos anos. Em 1999, uma atitude para criar uma letra foi tomada, e uma foi escrita por Viktor Radugin com seu poema "Славься, Россия!" ("Slav'sya, Rossiya!"; "Glorie-se, Rússia"). Vladimir Putin preferiu o Hino nacional da União Soviética, que foi aceito em 2000, com as letras modificadas, este se tornou o Hino nacional da Rússia.
Por ser o hino russo durante um período ruim, em que a Rússia vivia um enorme desgaste financeiro, um seguido aumento na pobreza e a criação de máfias e oligarquias, e incessantes privatizações, após seu descarte, ele ficou lembrado como a "Canção Privatizada" (Приватизированная Песня), ou "Canção da Oligarquia" (Песня Олигархии).